# 美唄市立沼東小学校
美唄市立沼東小学校（びばいしりつ しょうとうしょうがっこう）とは、かつて北海道美唄市東美唄町にあった公立小学校。1906年に盤之沢簡易教育所として児童数20名で開校し、1947年に校名変更。
近隣に存在した三菱美唄炭鉱の好況を受け、1959年に現在も一部が残存する円形校舎を建て、ピーク時には総学級29級、児童数1570名が在籍する規模となる。その後、国内石炭産業斜陽化のあおりを受け1974年に休校(実質的な閉校)。

## 沿革
- 1906年（明治39年）9月 - 盤之沢簡易教育所として開校。
- 1914年（大正3年）12月 - 我路尋常小学校に校名変更。
- 1918年（大正7年）4月 - 沼東尋常小学校に校名変更。
- 1941年（昭和16年）4月 - 沼東国民学校に校名変更。
- 1947年（昭和22年）3月 - 沼東小学校に校名変更。
- 1974年（昭和49年）3月 - 昭和48年度修了式。この日をもって閉校。

## 施設概要
- 竣工 - 1958年
- 構造 - 鉄筋コンクリート
- 棟数 - 合計4棟／円形校舎3階建2棟 別棟2階建1棟 屋内体育館1棟
- 高さ - 円形校舎 12.6メートル
- 直径 - 円形校舎 28.2メートル

かつて円形校舎2棟は湾曲した渡り廊下で接続され、上空からはメガネ状に見えることからメガネ校舎と呼ばれる。西側円形校舎と別棟はすでに撤去されており、残存するのは東側円形校舎と体育館。残存する校舎正面に見えるシャッターは渡り廊下の名残である。

## ギャラリー

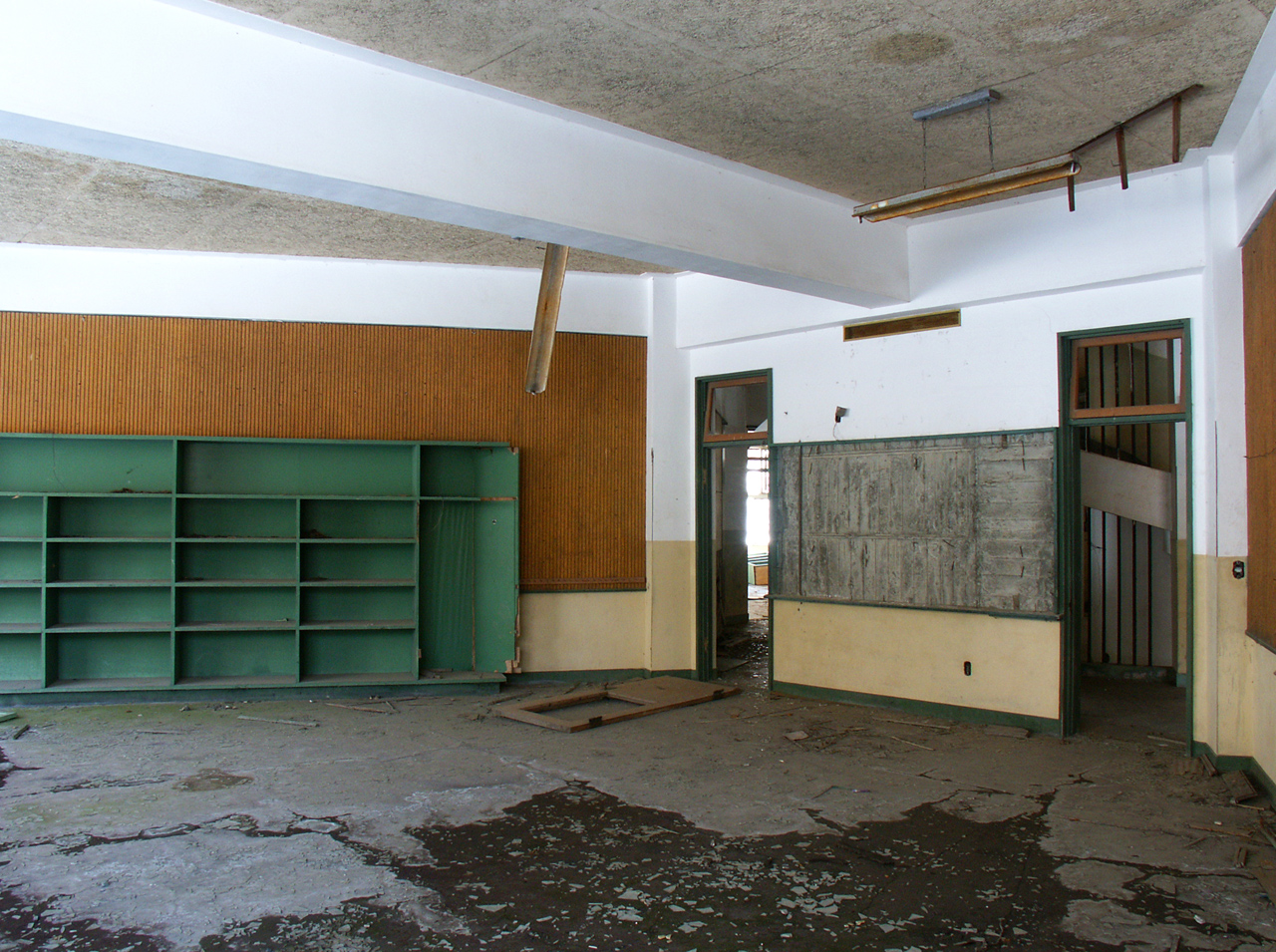
教室
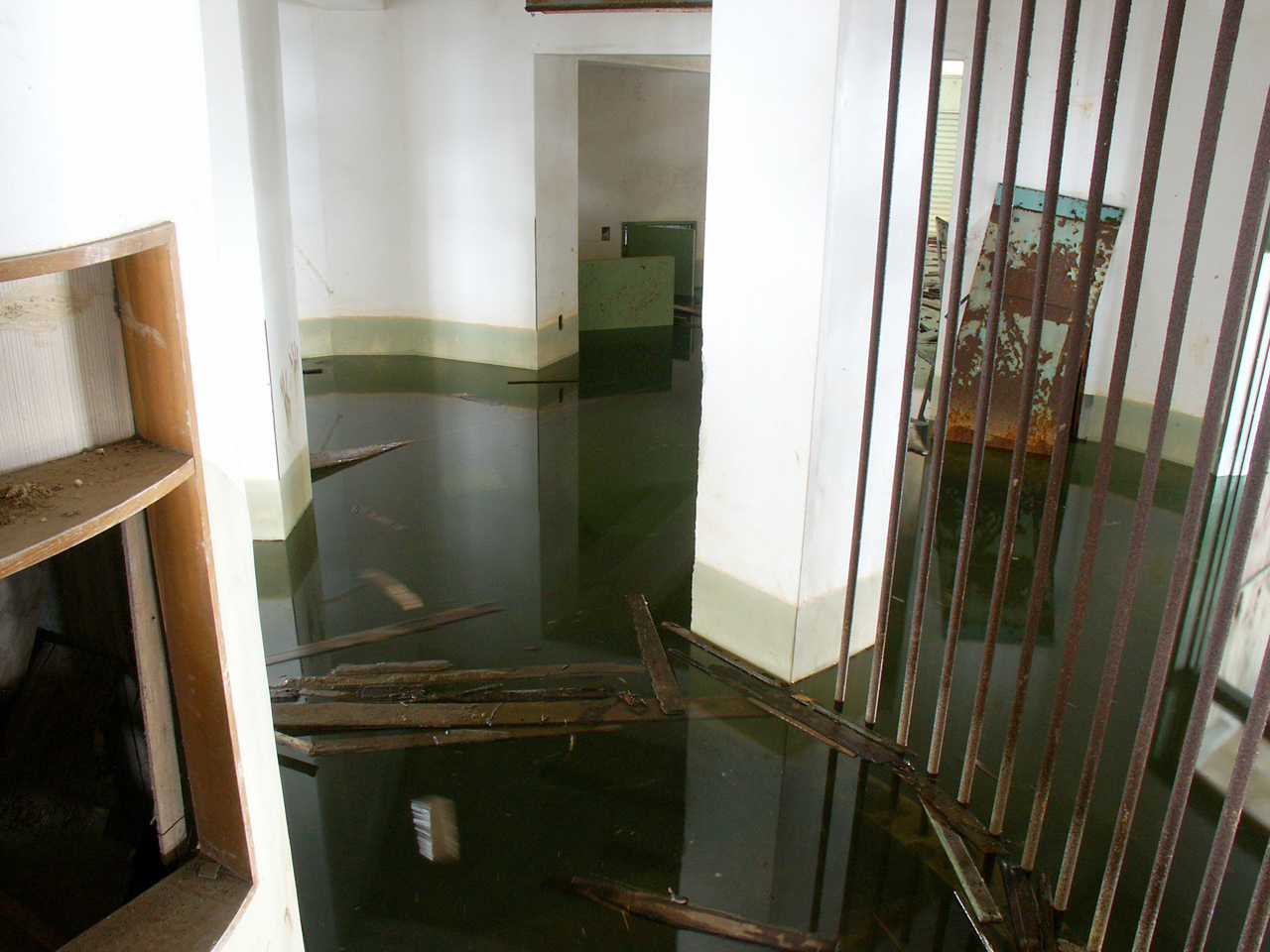
1階
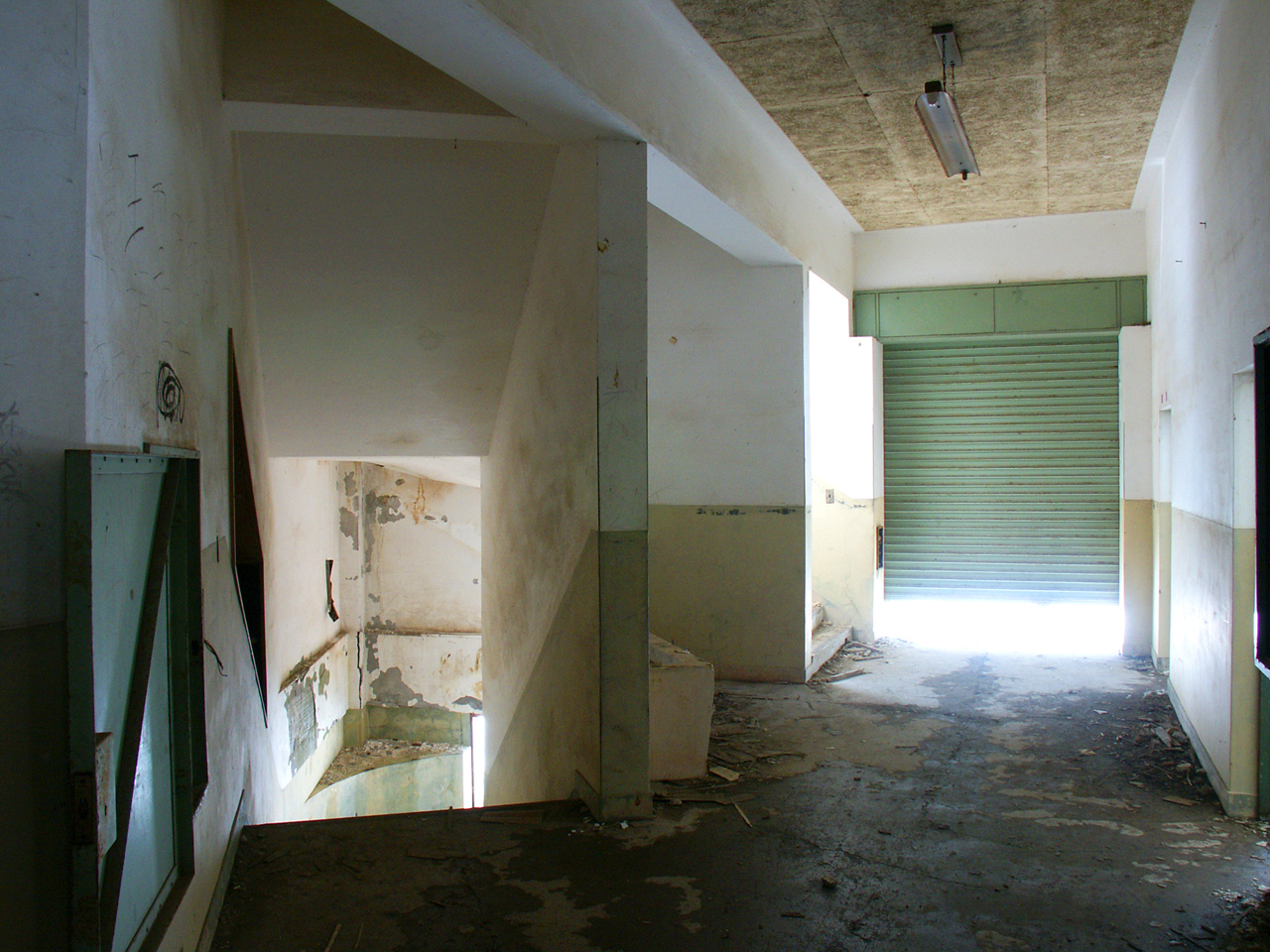
渡り廊下
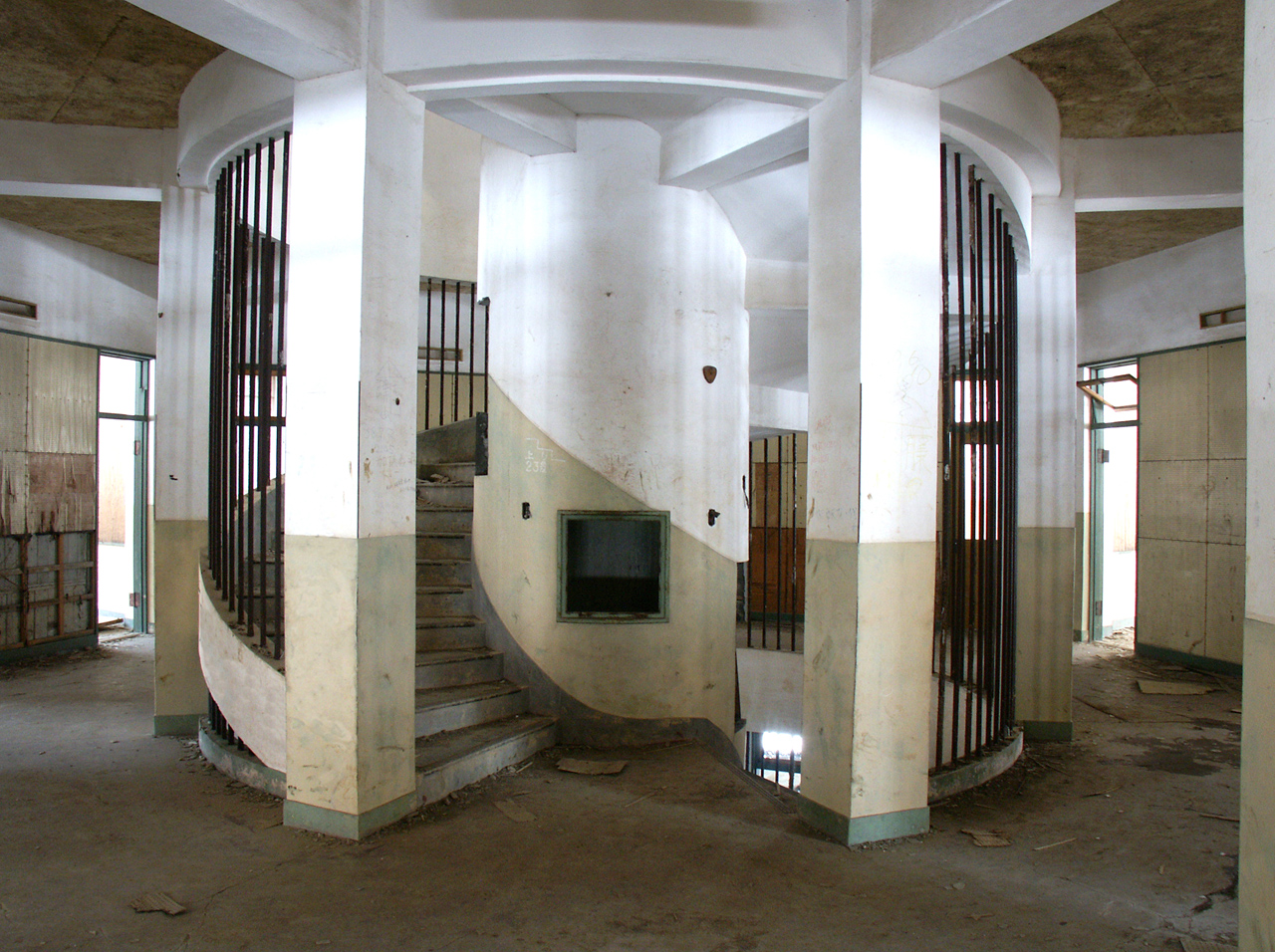
中央階段
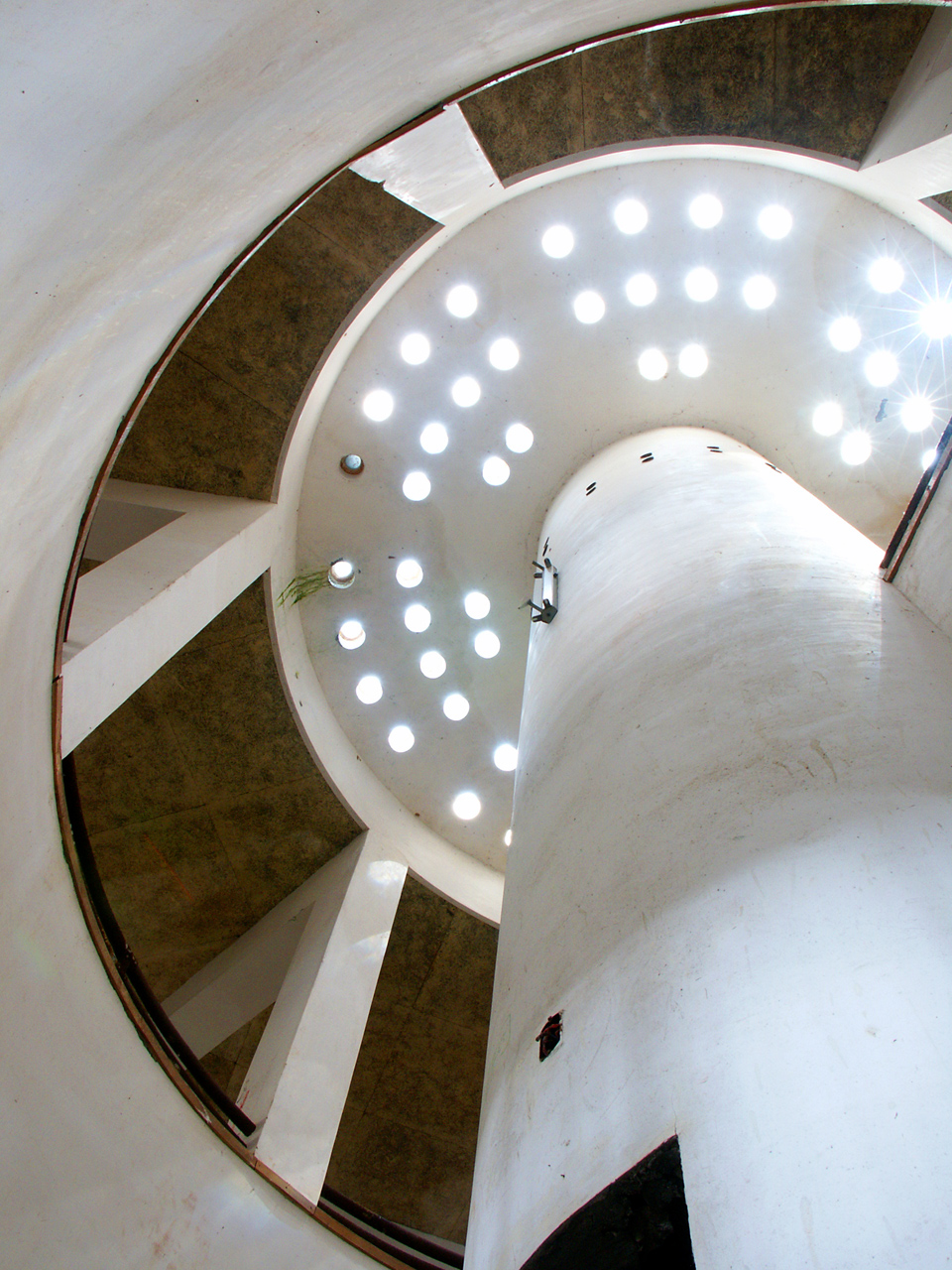
階段天井
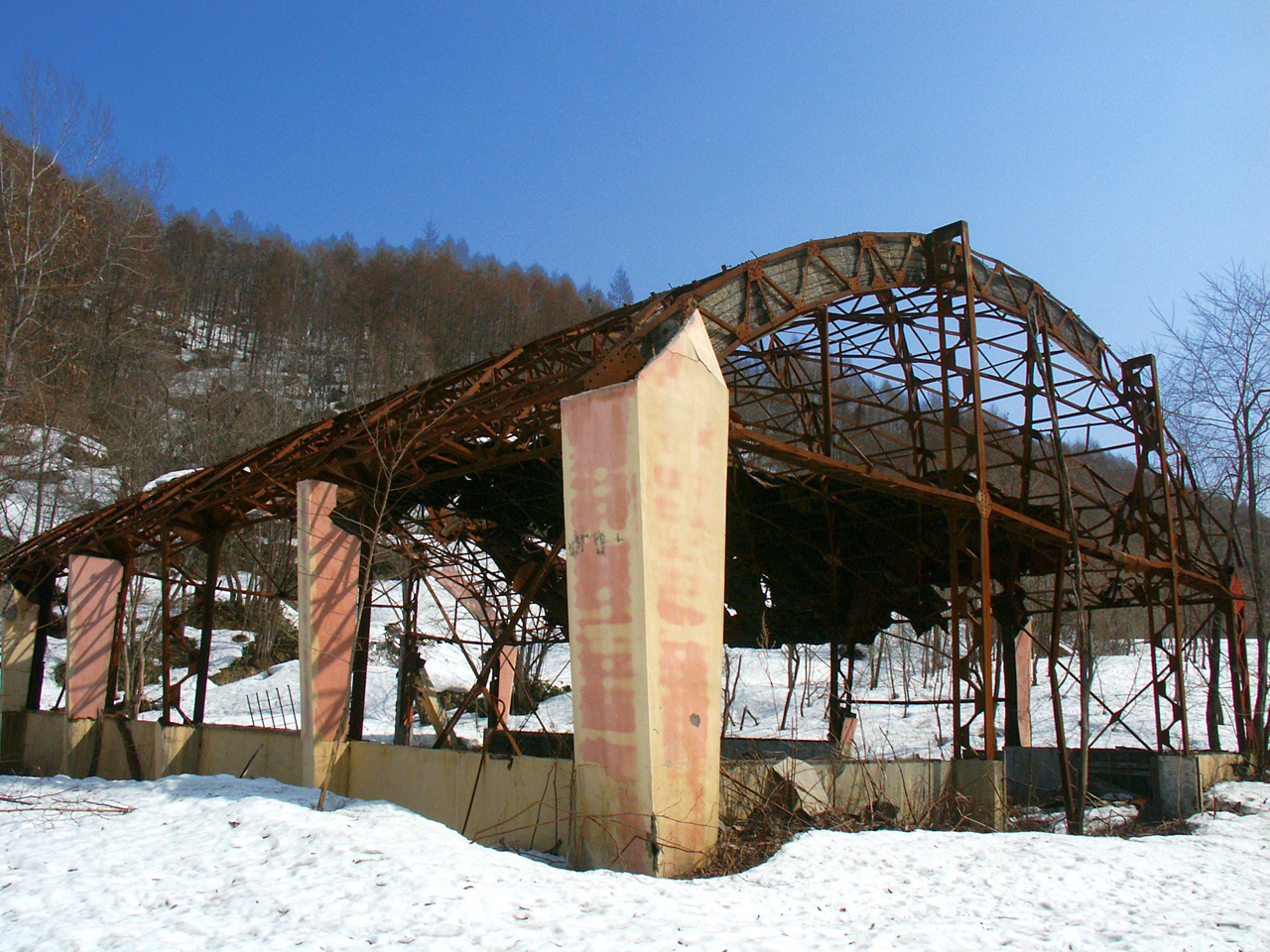
体育館

## 所在地・交通
- 所在地 - 〒072-0000 北海道美唄市東美唄町我路の沢

- 美唄市東美唄町 - 地理院地図
- 美唄市東美唄町 - Google マップ

- 交通 - 道道135号線／美唄国設スキー場を過ぎた川沿い右手 - 徒歩約5分